# Oriolus traillii
La oropéndola granate (Oriolus traillii) es una especie de ave paseriforme de la familia Oriolidae propia del sudeste de Asia y el Himalaya.

## Descripción

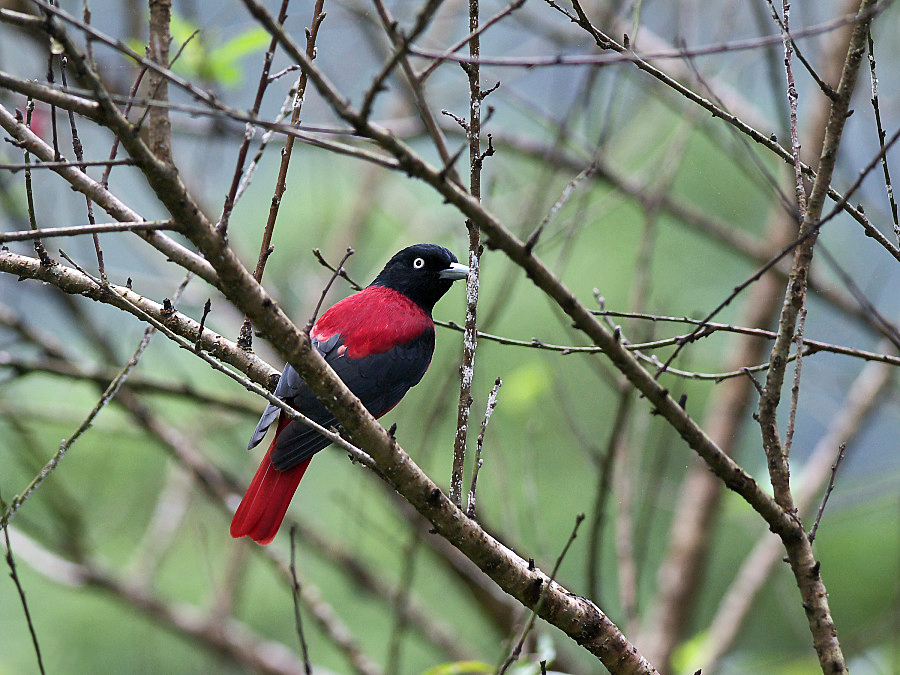
la subespecie taiwanesa

Su plumaje es de color granate y negro, siendo su cabeza, garganta y alas negras con un pico azulado. Los cuerpos de la hembras son apenas más oscuros y el plumaje de los juveniles es algo más claro.  La coloración varia en alguna medida según la zona donde habita, mientras que aquellos que viven en el subcontinente indio poseen colores más apagados los que viven en el sudeste asiático tienen colores más brillantes con tendencia a tonos más rojizos

## Distribución y hábitat
Puebla el Himalaya y el sudeste de Asia, incluidas las islas de Hainan y Taiwán. Se la encuentra en Bangladés, Birmania, Bután, Camboya, el norte de la India, Laos, Nepal, Taiwán, Tailandia, Tíbet y Vietnam.
Su hábitat natural son los bosques húmedos subtropicales o tropicales.